# 성석인
성석인(成石因, ? ~ 1414년)은 고려 말 조선 초의 문신이다. 본관은 창녕(昌寧). 자는 자유(自由), 호는 상곡(桑谷)이다. 초명은 성석연(成石珚)이었으나 왕의 휘(諱)를 피하여 성석인(成石因)으로 개명하였다. 대제학을 지내고, 예조판서(禮曹判書)에 이르렀다. 시호는 정평(靖平)이다.

## 생애
1377년(고려 우왕 3년) 문과에 장원급제하였다. 1390년(공양왕 2년) 경연(經筵) 강독관(講讀官)으로서 우왕을 비판하였다.
조선에서는 예조전서(禮曹典書)를 거쳐 강원도관찰사·충청도관찰사로 나갔고, 대사헌을 거쳐 1407년(태종 7년) 예문관 대제학(藝文館大提學)에 올랐다. 이어 형조·호조·예조 등의 판서를 역임하였다. 1414년(태종 14년) 예조판서로서 왕에게 공사(公事)를 아뢰다가 중풍(中風)으로 말을 하지 못하여 부축되어 나오다가 곧 절명하였다. 우찬성에 추증되었다. 시호는 정평(靖平)이다.

## 평가
《태종실록》의 성석인 졸기에 사신(史臣) 류사눌(柳思訥)이 다음과 같이 평했다.
성석인은 천품이 바르고 밝으며, 행동이 온화하고 양순하여 청환(淸宦)과 요직(要職)을 역임하였으나, 일찍이 교만하지 않았다. 그러나 중국 조정(朝廷)에 봉명 사신(奉命使臣)으로 가서 독화(黷貨)의 비난을 면치 못하였다. 예조판서(禮曹判書)가 되어서 또 사리(事理)에 어둡다는 비난을 받았으나, 오히려 무슨 허물이 되겠는가.

## 저서
- 《상곡집(桑谷集)》

## 가족
- 조부 : 성군미(成君美) - 판도총랑(版圖摠朗)
- 조모 : 동복 오씨 - 오천(吳蕆)의 딸
  - 부 : 성여완(成汝完) - 창녕부원군(昌寧府院君)
- 외조부 : 나천부(羅天富) - 지신사(知申事)
  - 모 : 나주 나씨(羅州羅氏)
    - 형 : 성석린(成石璘)
    - 형 : 성석용(成石瑢)
    - 매형 : 윤승례(尹承禮) - 세조비 정희왕후(貞熹王后)의 조부

  - 처부 : 류실(柳實)
    - 부인 : 서산 류씨(瑞山柳氏)
      - 아들 : 성엄(成揜)
        - 손자 : 성염조(成念祖)
        - 손자 : 성봉조(成奉祖)
        - 손부 : 파평 윤씨 - 정희왕후(貞熹王后)의 언니
        - 손자 : 성순조(成順祖)